# پراودتس
پراودتس شهری در استان صوفیه کشور بلغارستان است که جمعیت آن در سال ۲۰۰۱ میلادی ۴٬۴۳۰ نفر بوده‌است.

## نگارخانه

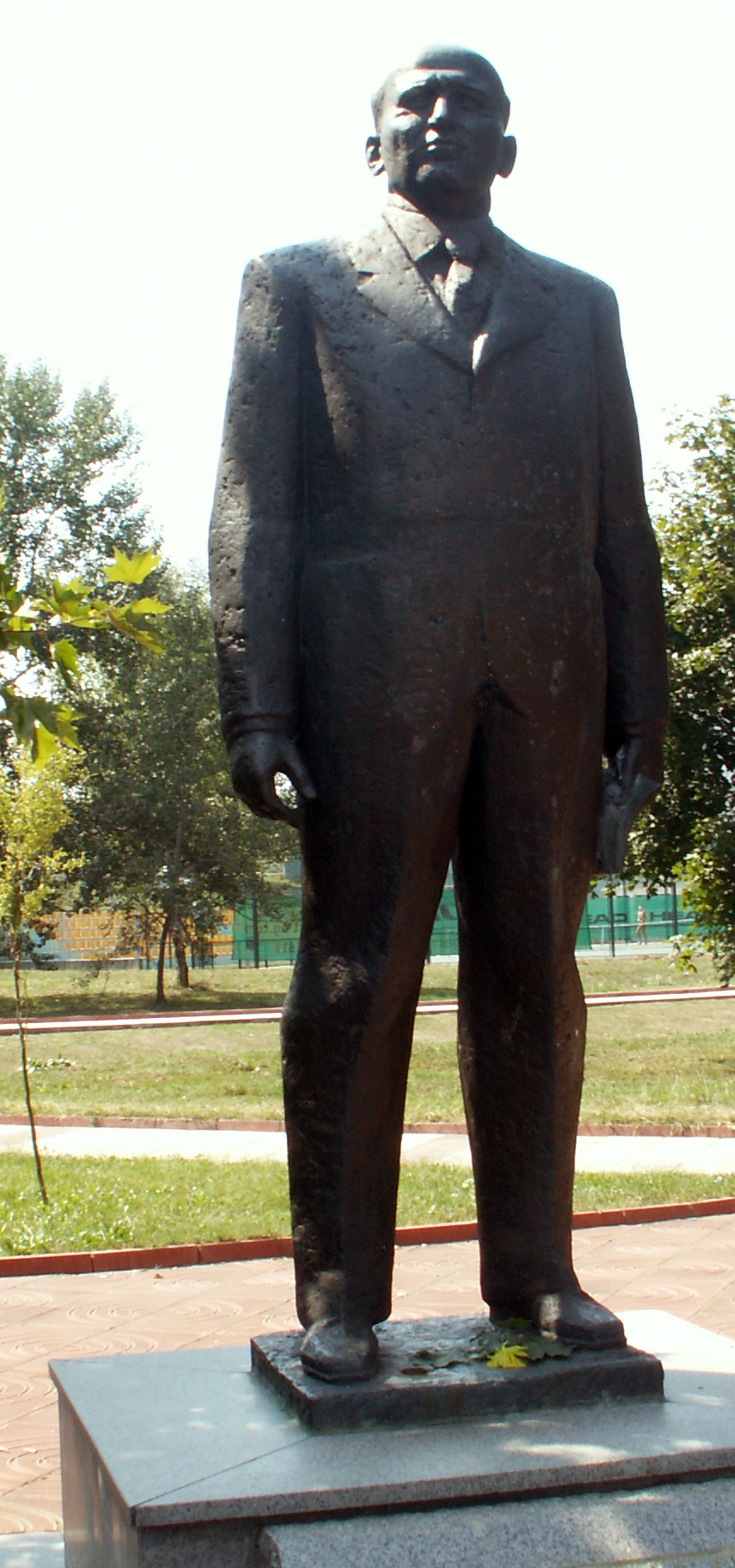
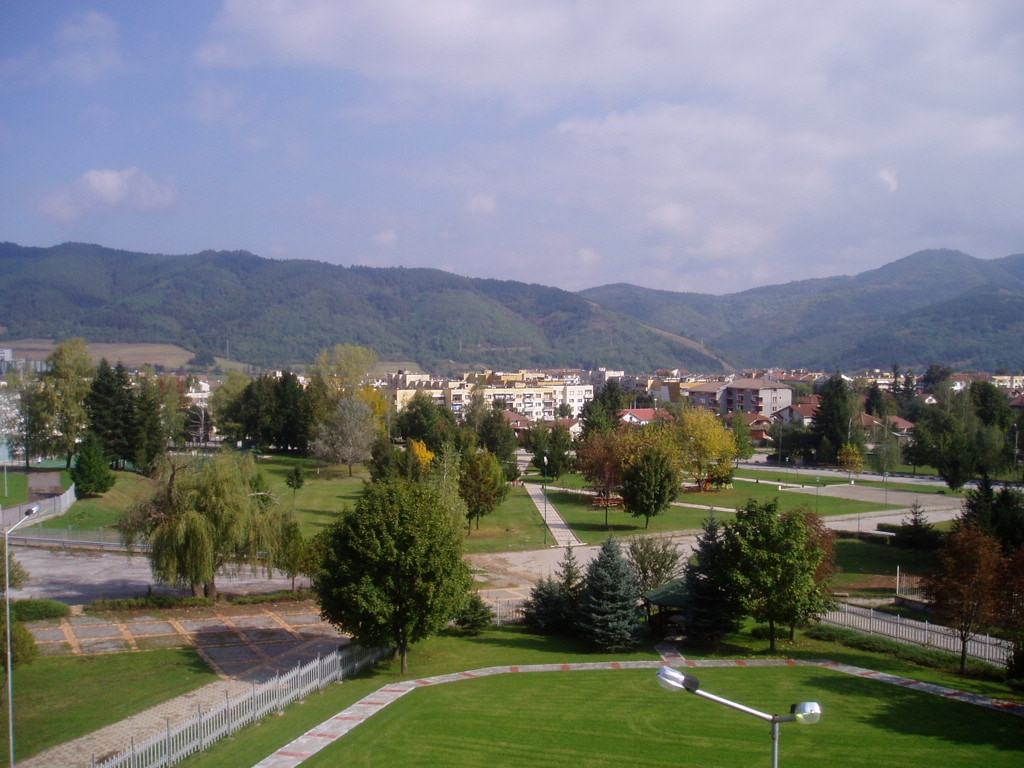
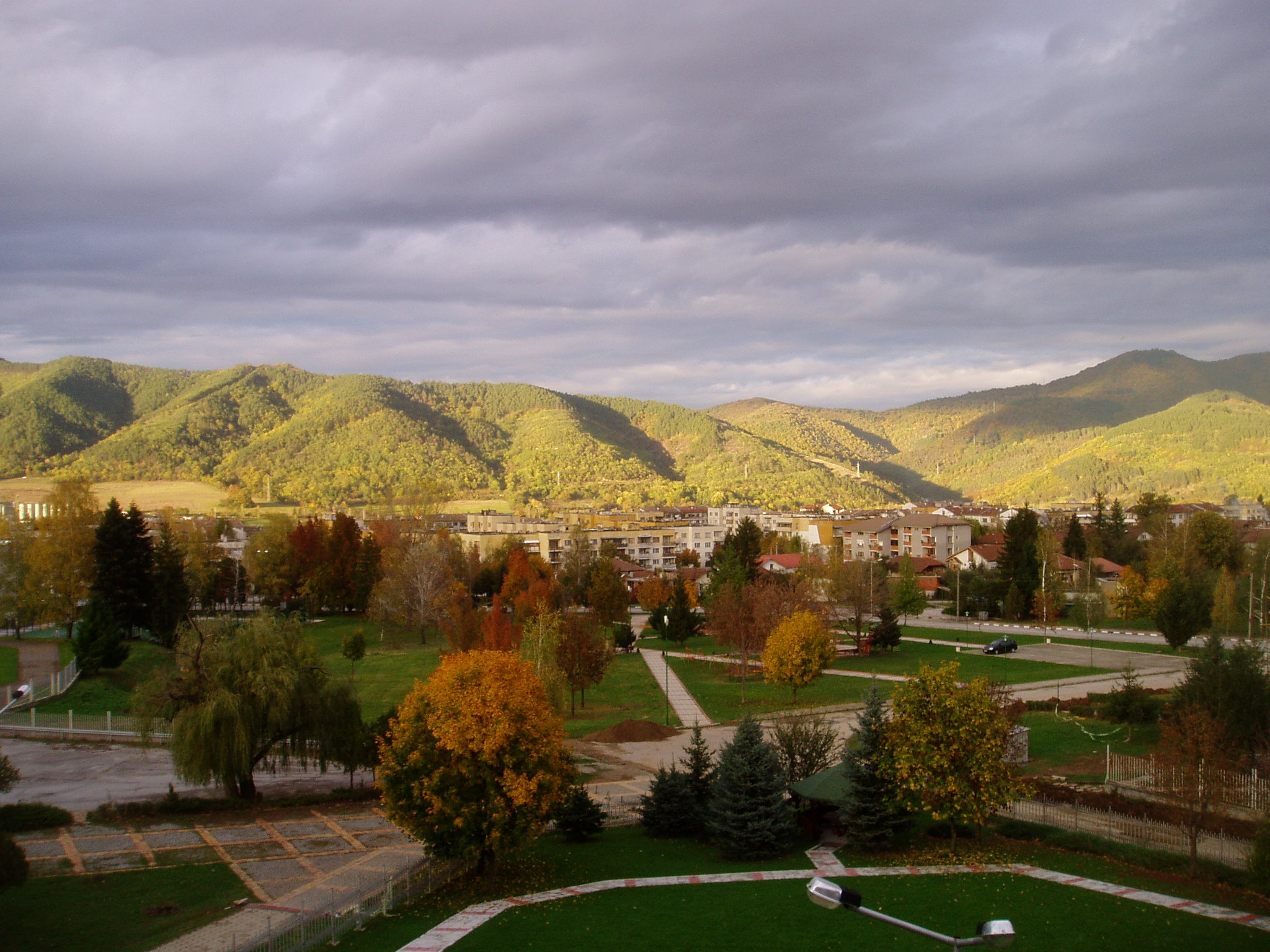
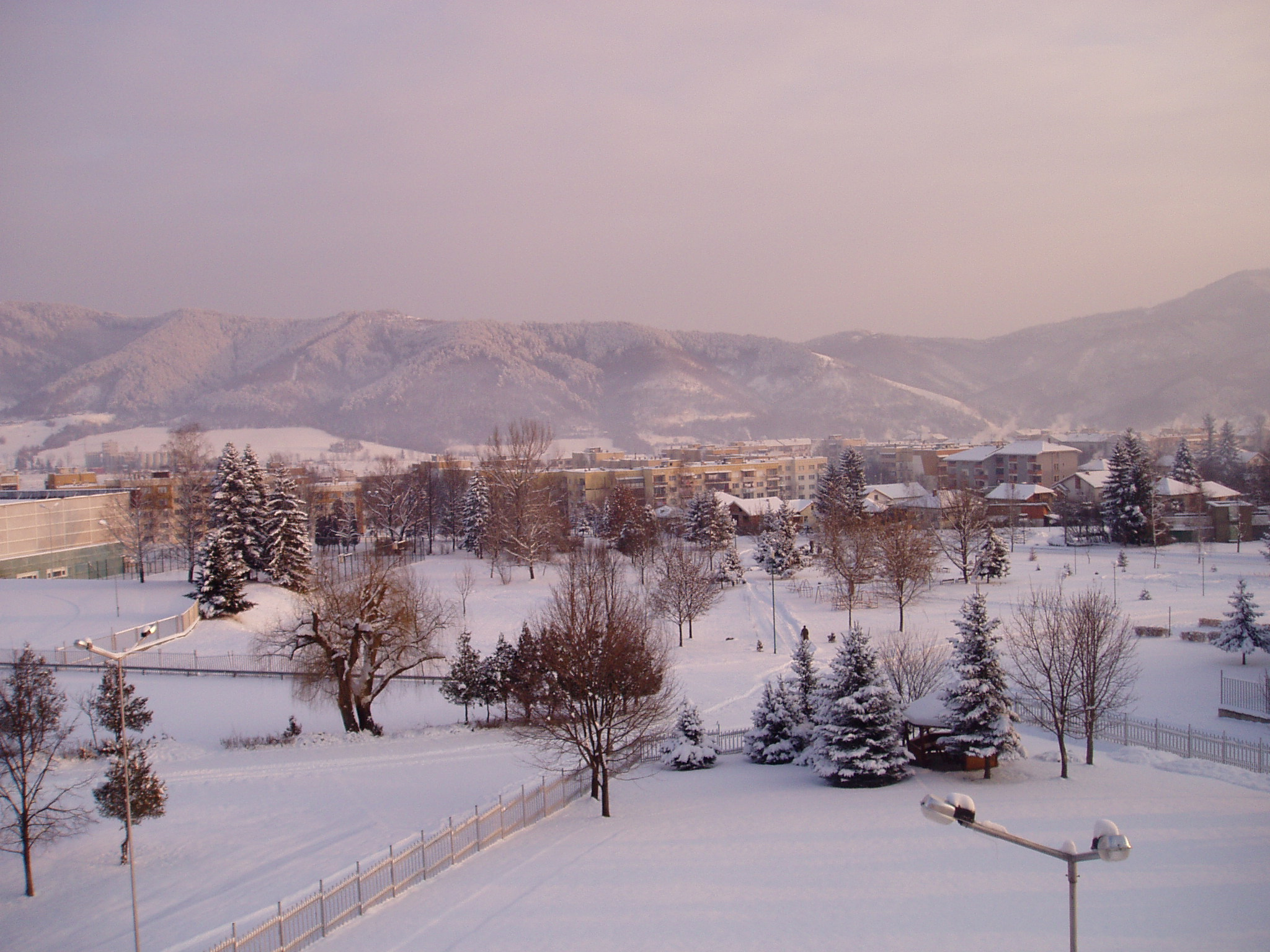
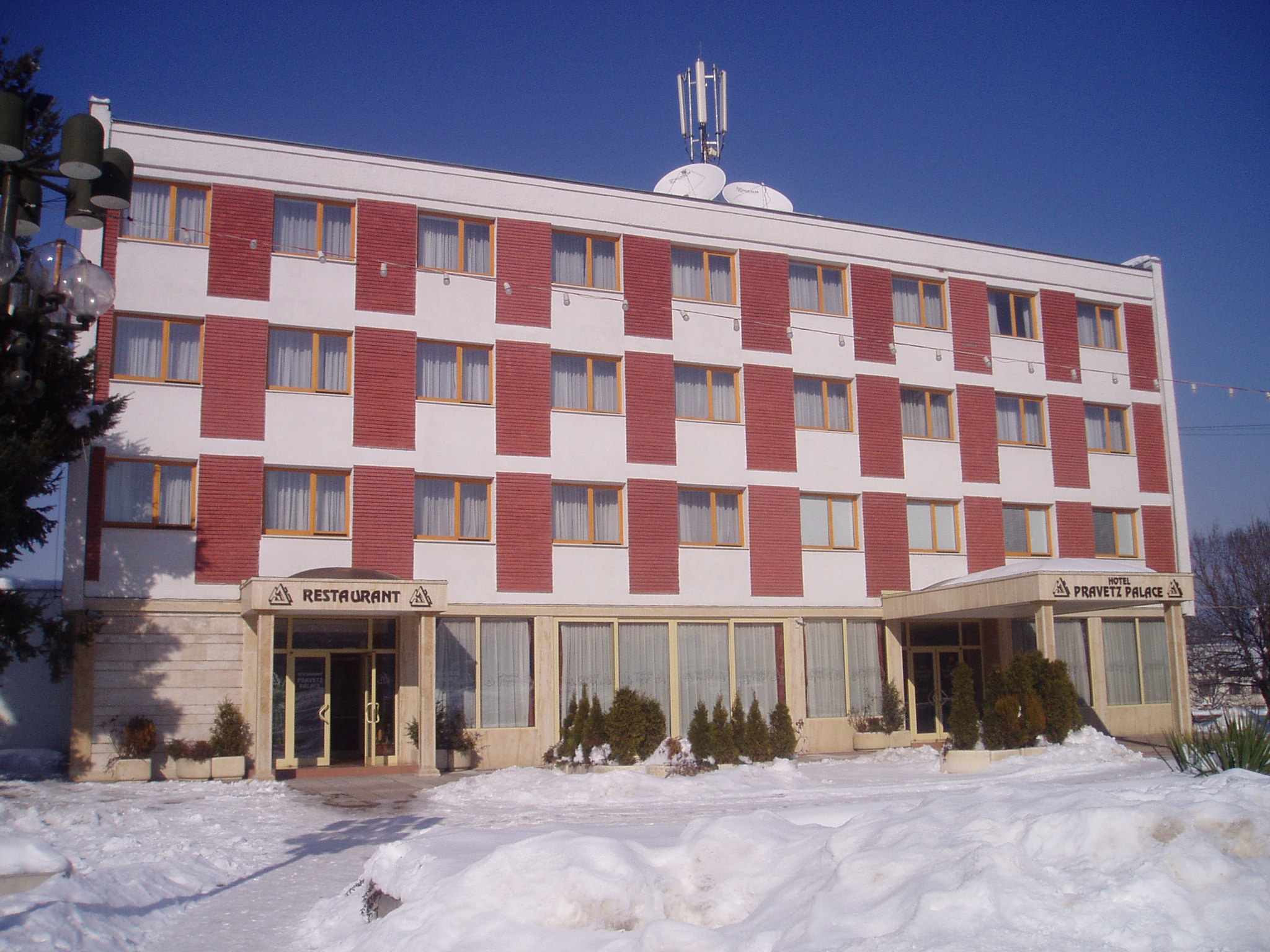
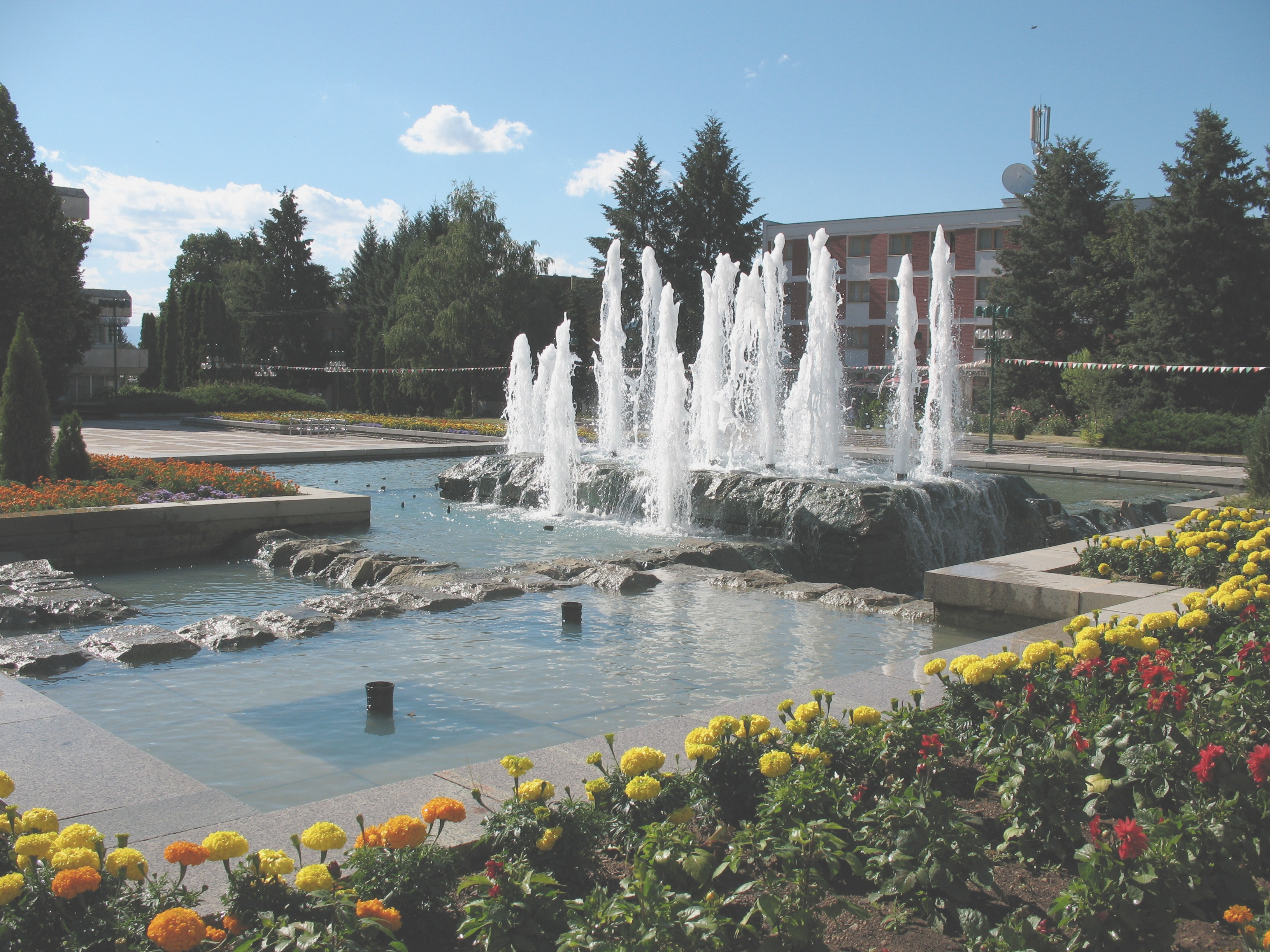
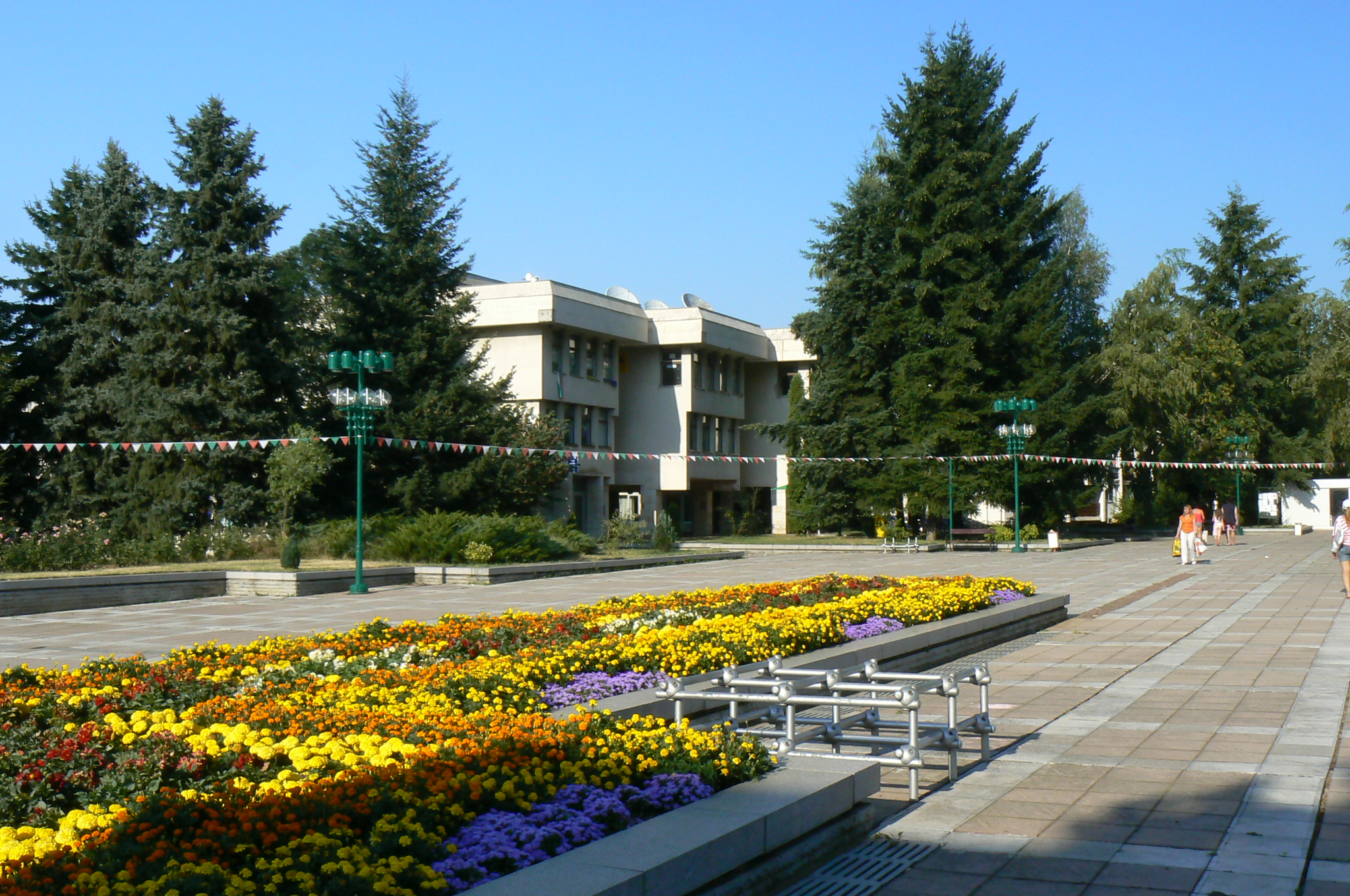